# 11147 Delmas
11147 Delmas (1997 XT5) là một tiểu hành tinh vành đai chính được phát hiện ngày 6 tháng 12 năm 1997 bởi P. Antonini ở Bedoin.